# Margarornis stellatus
Corre-ramos-estrelado ou trepador-de-barba-branca (Margarornis stellatus) é uma espécie de ave da família Furnariidae.
Pode ser encontrada nos seguintes países: Colômbia e Equador.
Os seus habitats naturais são: regiões subtropicais ou tropicais húmidas de alta altitude.
Está ameaçada por perda de habitat.